# Concattedrale di Santa Maria Assunta (Gravina in Puglia)
La Concattedrale di Santa Maria Assunta è il principale luogo di culto cattolico di Gravina in Puglia, Concattedrale della diocesi di Altamura-Gravina-Acquaviva delle Fonti. Dal 1940 ha la qualifica di monumento nazionale italiano e, nel 1993, è stata elevata da S.S Giovanni Paolo II al rango di Basilica minore a testimonianza della sua particolare rilevanza storico-religiosa in tutta la zona.

## Storia
La Chiesa Cattedrale di Gravina, sita in Piazza Benedetto XIII, è ubicata ad est della città e domina dall'alto a cavaliere i due sottostanti più antichi Rioni dell'abitato: Piaggio e Fondovico.
Essa, in ordine cronologico, è la quarta Cattedrale della Diocesi di Gravina, che vanta la sua costituzione nel 1° millennio dell'era cristiana (i documenti storici la dicono già esistente con certezza nel sec. IX) ed ebbe come prima Sede Vescovile la Chiesa a cinque navate, scavata nel tufo: San Michele delle Grotte; la seconda fu quella di San Marco; la terza quella di San Giovanni Battista. 
Sfogliando la «Visita Pastorale» di Monsignor Vincenzo Ferrero (1725-1730) del 1727 si legge che l'attuale Cattedrale fu costruita nel 1065 «come si ricava da antichi documenti di Gravina e dalla iscrizione posta nel frontespizio alla fascia superiore, nella particella destra laterale».
Tra L'XI e il XII secolo la città era sotto il dominio dei Normanni, feudatari di Gravina, che vollero la Cattedrale annessa al Castello feudale, facendola costruire in stile romanico, su pianta regolare, con lunghezza doppia della larghezza e a tre navate con le laterali terminanti nelle due torri quadrate del suddetto castello.
Essa fu affrescata con figure bizantineggianti, affiorate accidentalmente sotto l'intonaco, durante i lavori di restauro dell'edificio negli anni '60. Questa parte primitiva della Cattedrale ha non pochi elementi in comune con le linee architettoniche della Basilica di San Nicola di Bari. Per cui si è arrivati a supporre che a costruirla siano state le stesse maestranze che elevarono il Sacro Tempio del Santo di Mira.
Ma nel sec. XV, per gli incendi verificatisi verso il 1447 o per il terremoto della notte del 5 dicembre 1456, che devastò varie regioni d'Italia ed in particolare il Regno di Napoli, la primitiva quarta Cattedrale di Gravina andò quasi completamente distrutta.
Ma pochi decenni dopo, lo zelo del Vescovo Monsignor Matteo D'Aquino (1482-1508), sollecitato e sostenuto dalla «civitas» gravinese, nonché dall'apporto generoso del Capitolo e del Duca di Gravina Francesco Il Orsini, diede il via alla ricostruzione del maestoso Tempio. La ricostruzione del monumento fu continuata dai Vescovi, che a Monsignor D'Aquino si succedettero sulla cattedra episcopale di Gravina, sì che il Tempio poté essere consacrato da Monsignor Arcasio Ricci (1630-1636) il 9 Maggio 1632, nel secondo anno del suo Episcopato, come si legge sulla lapide commemorativa, posta all'interno della facciata centrale, sotto lo stemma dello stesso Presule, che così dice:
ARCASIUS RICCI DE PISCIA
EPUS GRAVINEN AN. II SUI PRAES.
HANC CONSACRAVIT ECCLESIAM
DIE IX MAJI MDCXXXII

Antico interno nel 1895

Con la consacrazione e la dedicazione della Cattedrale in onore della Vergine Assunta in Cielo, non si esaurì l'impegno per ulteriori rifiniture e per l'abbellimento del grande Tempio, con l'apporto sempre determinante del Capitolo Cattedrale e della famiglia dei Duchi Orsini, cui si aggiunse, in un certo momento, particolarmente dovizioso quello del loro più grande figlio: il Cardinale Fra Vincenzo Maria Orsini, poi Papa Benedetto XIII (1724-1730).
Tra il XVII ed il XVIII secolo ha subito all'interno vari interventi barocchi. Oggi la chiesa si presenta come una sintesi di diversi stili architettonici: il tardo-romanico, il rinascimentale ed il barocco.
Con regio decreto n. 1746 del 21 novembre 1940, la Concattedrale di Santa Maria Assunta di Gravina in Puglia è riconosciuta come monumento nazionale italiano, mentre il 19 agosto 1993 Papa Giovanni Paolo II la elevò alla dignità di Basilica minore.

## Descrizione

### Esterno

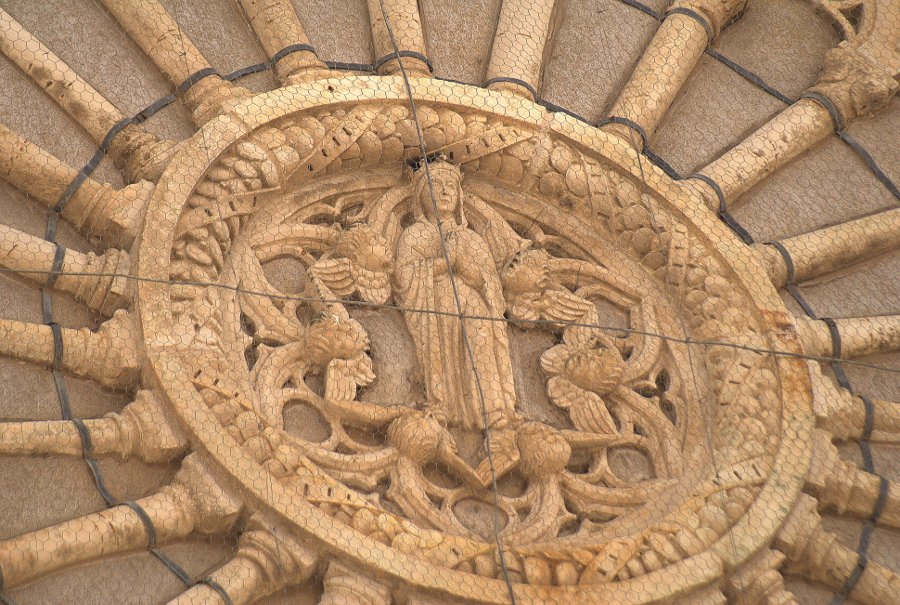
Particolare del rosone della facciata

La facciata, tripartita da due lesene, è composta da tre portali, di cui quello centrale più grande ma incompiuto, e da un rosone, resto dell'antica chiesa romanica, al cui centro è collocato un bassorilievo dell'Assunta. I due portali laterali sono abbelliti da altorilievi e da due piccole statue raffiguranti il Cristo; il portale di sinistra è datato 1495. Il portale centrale è opera recente: essa è composta di 24 pannelli che raccontano episodi evangelici. Un altro ingresso è posto sul lato sud della cattedrale: nel frontespizio è un bassorilievo della Madonna col Bambino affiancato dalle statue tardo-cinquecentesche raffiguranti i santi Pietro e Paolo. Il campanile è stato ultimato nel 1698 dal cardinale Vincenzo Maria Orsini con la costruzione del "cipollone" sulla sua sommità.
Sporgente dalla navata sinistra e a strapiombo sulla gravina è il cosiddetto cappellone, costruito nella prima metà del XVII secolo, a due piani: al piano inferiore è l'oratorio della Santa Croce, sede una volta della confraternita omonima; al piano superiore, al livello della cattedrale, è la cappella del Santissimo Sacramento. Questa struttura fu voluta dal vescovo Arcasio Ricci, il cui sepolcro marmoreo è conservato nella stessa cappella, il busto che lo raffigura è opera di Francesco Mochi.

### Interno

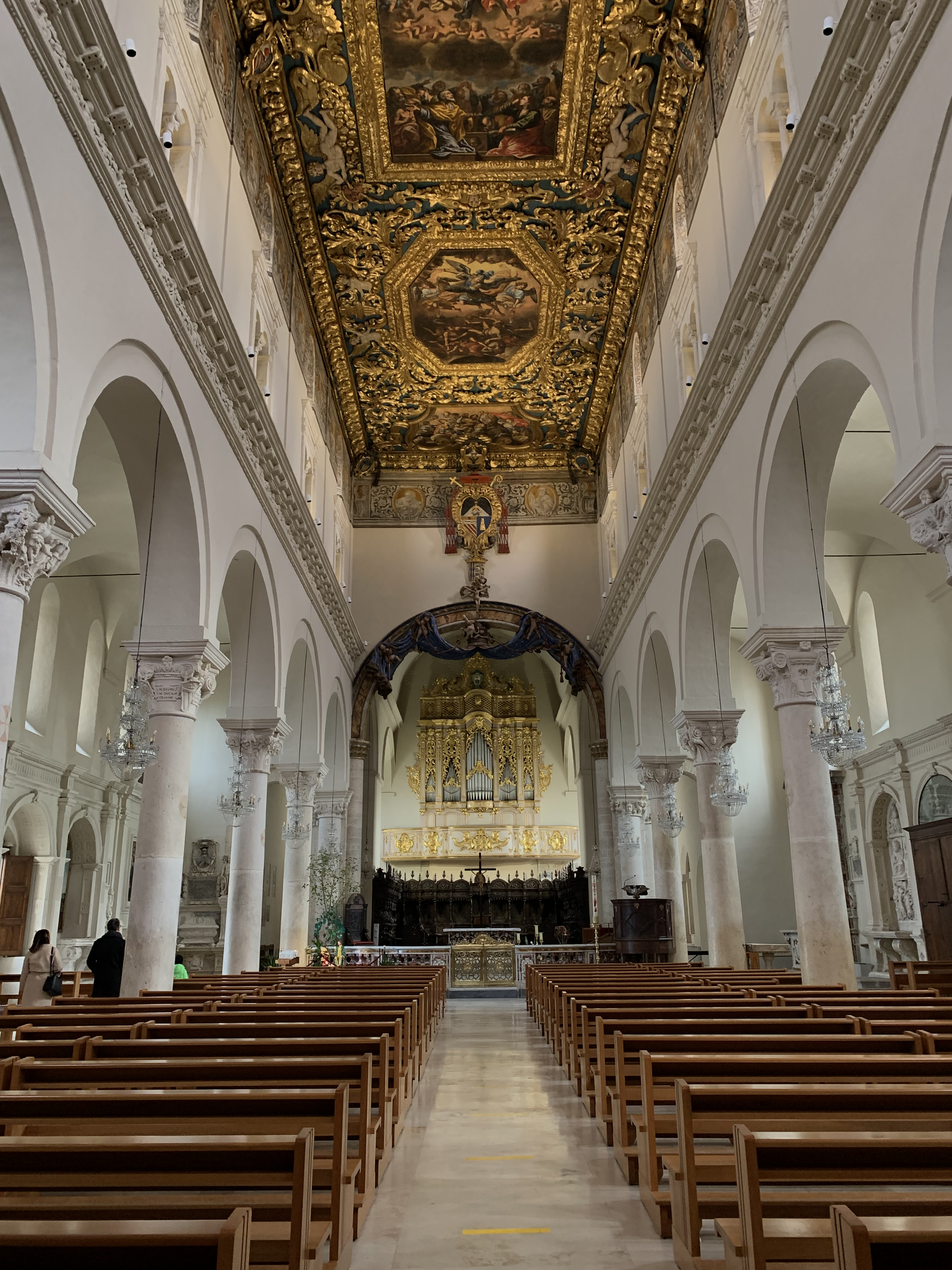
Interno della Cattedrale

L'interno della chiesa è a tre navate divise da colonne con capitelli di spoglio. Il soffitto è in legno intagliato e dorato, in stile barocco: su di esso furono applicati nel Seicento quattro grandi tele. Diverse sono le cappelle laterali, tra cui quella dedicata a San Michele Arcangelo, patrono della città; queste cappelle sono impreziosite da altari di marmi policromi, per lo più del 1700, ed opera del napoletano Francesco Cimafonte. Nel presbiterio è un importante coro ligneo del 1561 e un grande organo.

Dettaglio del soffitto con affresco raffigurante San Filippo Neri in visione della Madonna, nell’atto di sorreggere il tetto della Chiesa di Santa Maria in Vallicella

La sagrestia, che conserva un bancone in legno intarsiato della seconda metà del XVI secolo, è stata costruita sui resti di parte dell'antico castello normanno.
Sotto la Cattedrale si trova un'altra chiesa a tre navate dedicata alla Santa Croce, conosciuta come “soccorpo della cattedrale”. In essa vi sono resti di affreschi del Cinquecento ed un altare in pietra del Seicento. In origine era un ossario, liberato nel 1633 dal vescovo Arcasio Ricci e trasformato in chiesa; in essa sono conservati sculture sepolcrali di vescovi locali del Cinquecento. 

### Organi a canne
L'organo a canne della Cattedrale è stato costruito nel 1907 dall'organaro cremasco Pacifico Inzoli ed in seguito restaurato dai suoi eredi.
Lo strumento è a trasmissione elettro-meccanica, con consolle avente due tastiere di 61 note ciascuna e pedaliera concavo-radiale di 32 note. Il materiale fonico è situato in parte sulla cantoria alle spalle dell'altare maggiore, entro la cassa settecentesca (Pedale), e alla destra (Grand'Organo, prima tastiera) e alla sinistra (Espressivo, seconda tastiera) degli stalli lignei dei coro, nelle navate laterali.

#### Organo della cappella del Santissimo Sacramento
Nella cappella del Santissimo Sacramento, a pavimento, si trova un organo a canne costruito nel 1853 da un organaro anonimo.
Lo strumento è a trasmissione integralmente meccanica, con consolle a finestra avente un'unica tastiera di 49 note con prima ottava cromatica estesa e una pedaliera a leggio di 12 note costantemente unita al manuale e priva di registri propri. La cassa, in legno dipinto, è caratterizzata dalla mostra, composta da canne di principale disposte in cuspide unica, chiusa da due portelle.

### Particolari della cattedrale

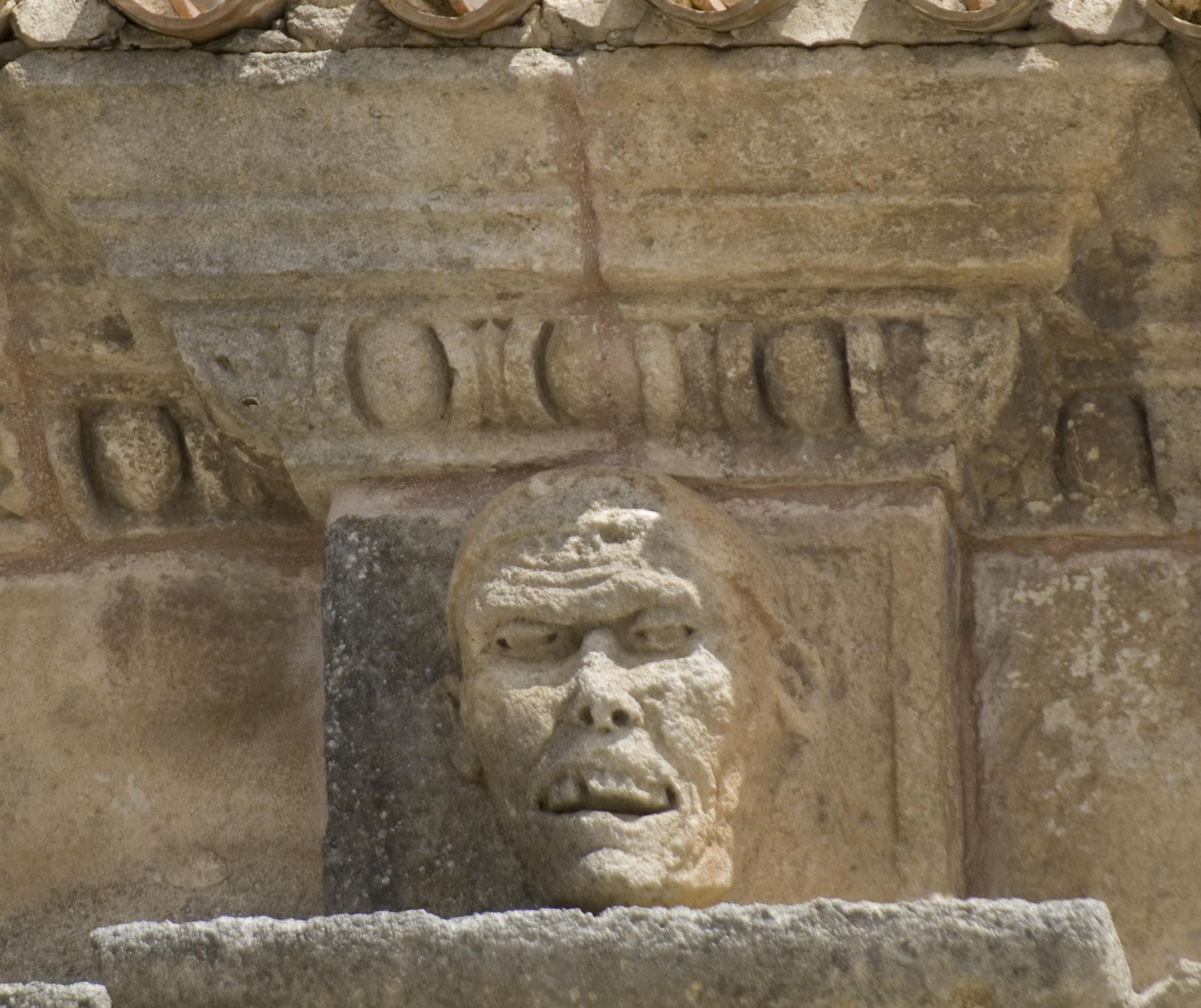
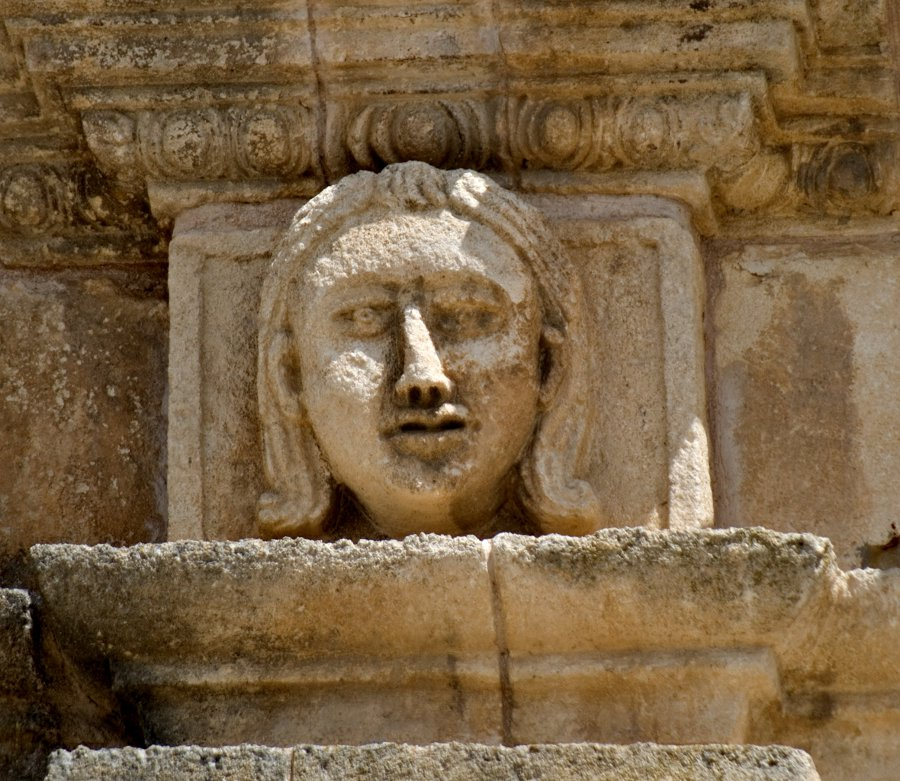
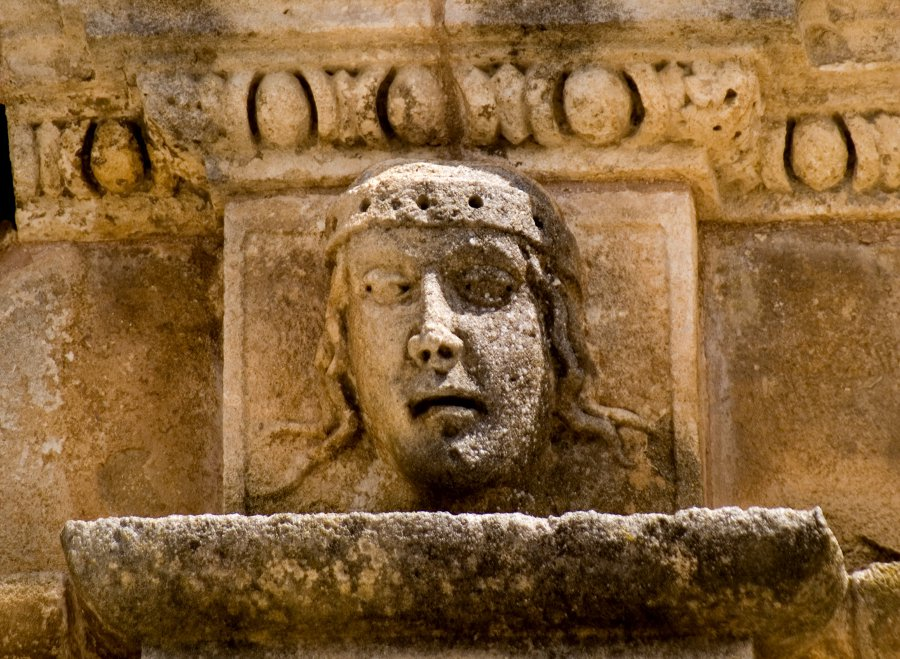
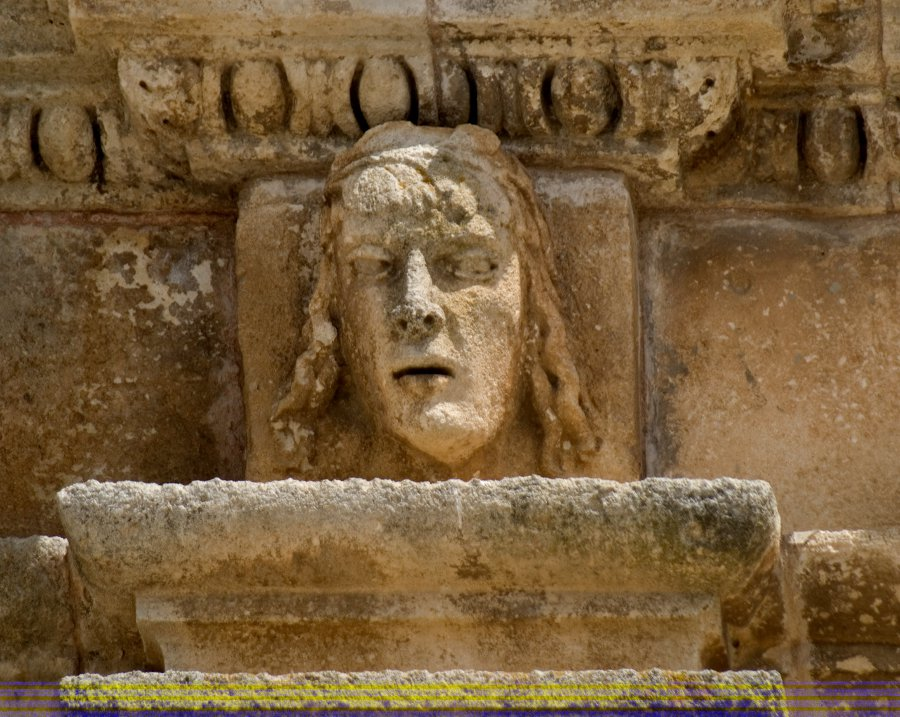
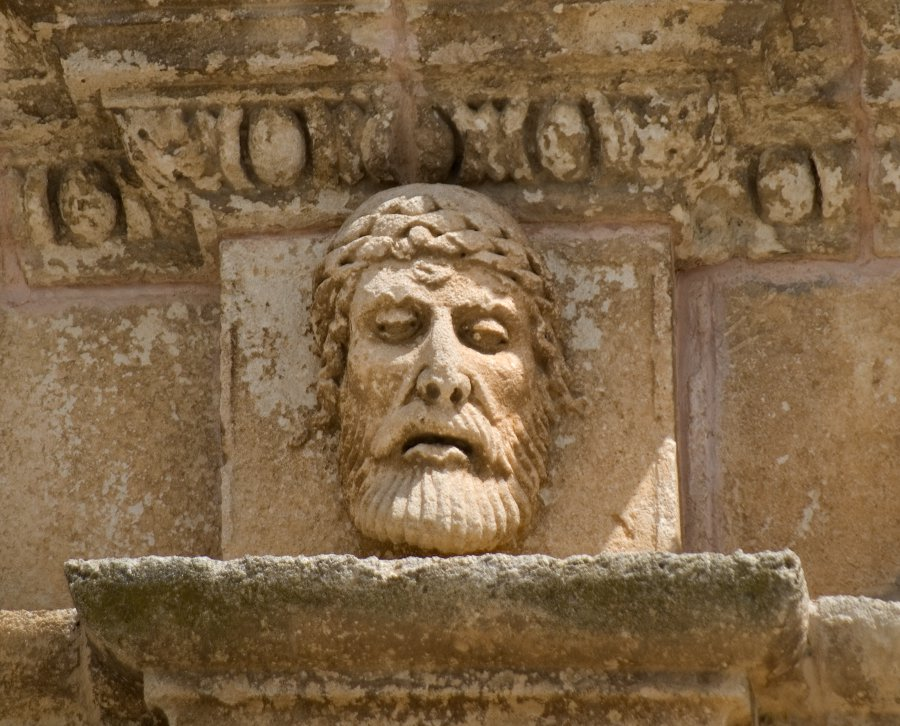
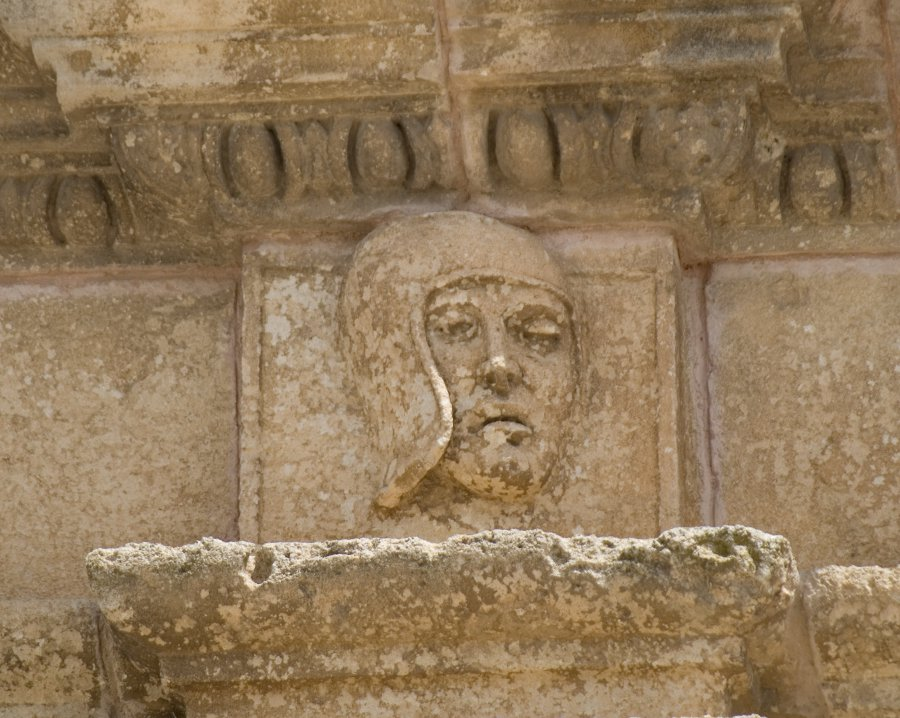
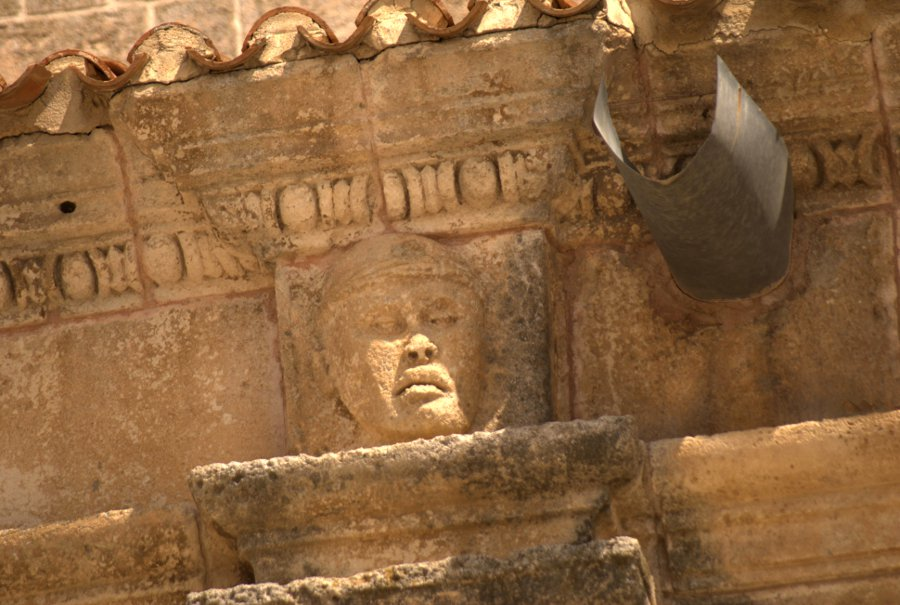
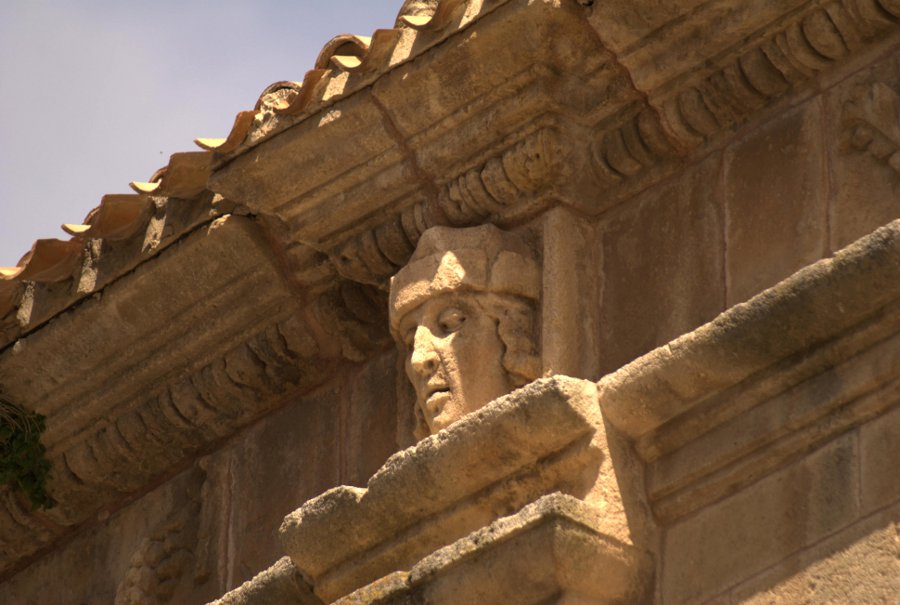
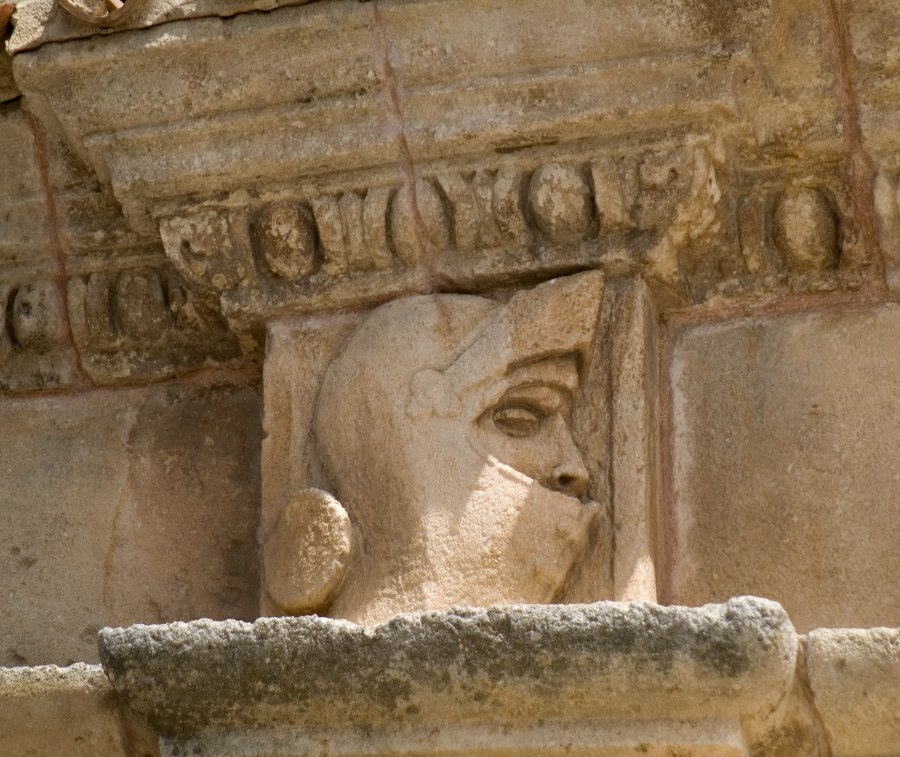
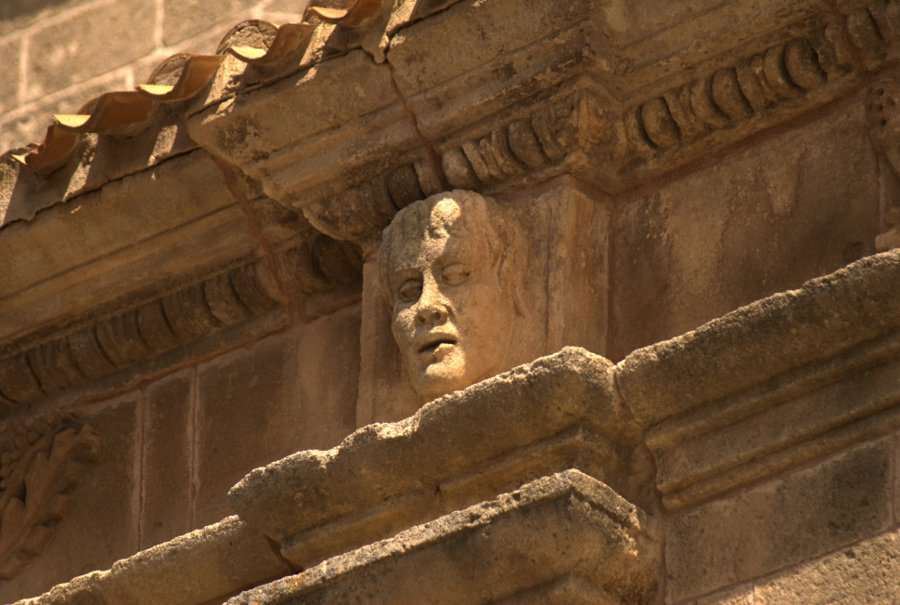
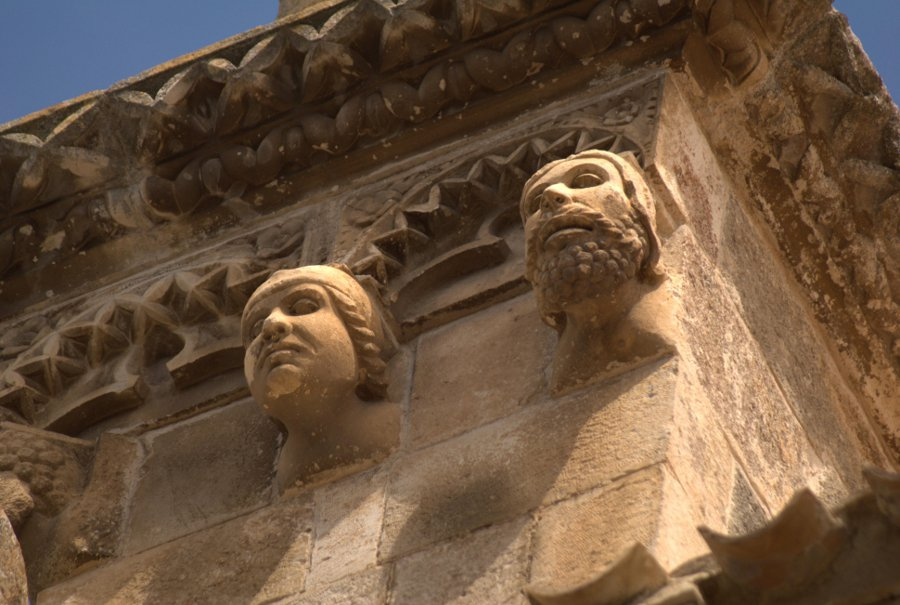
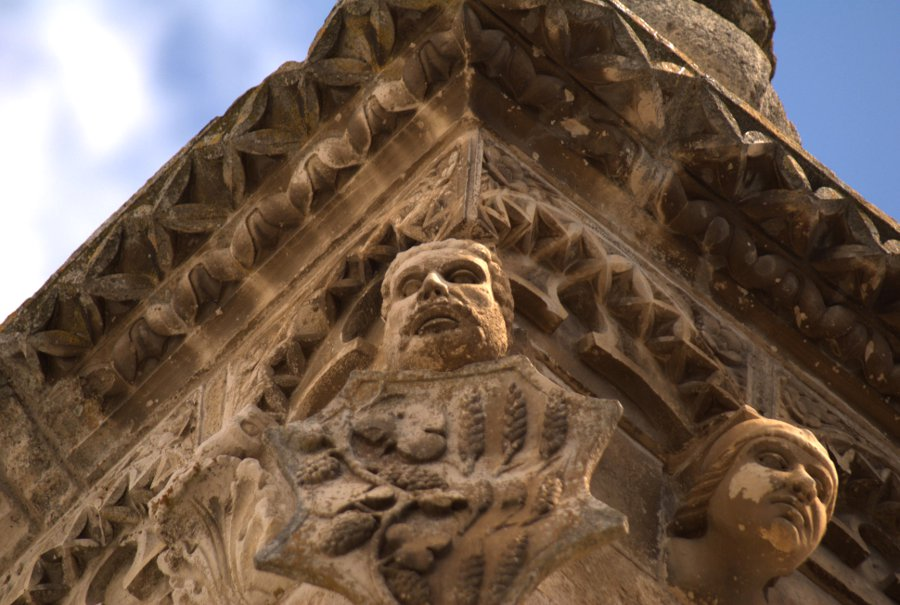
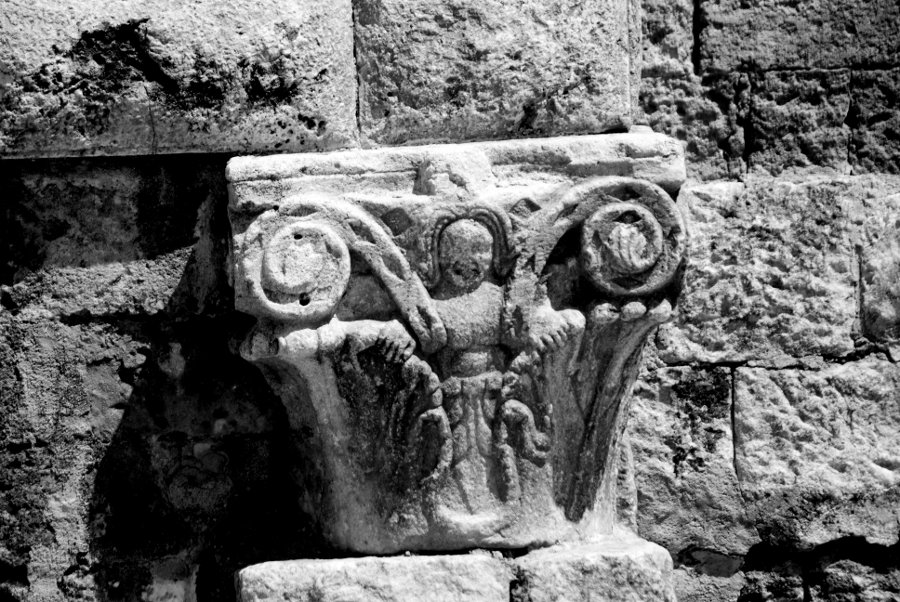
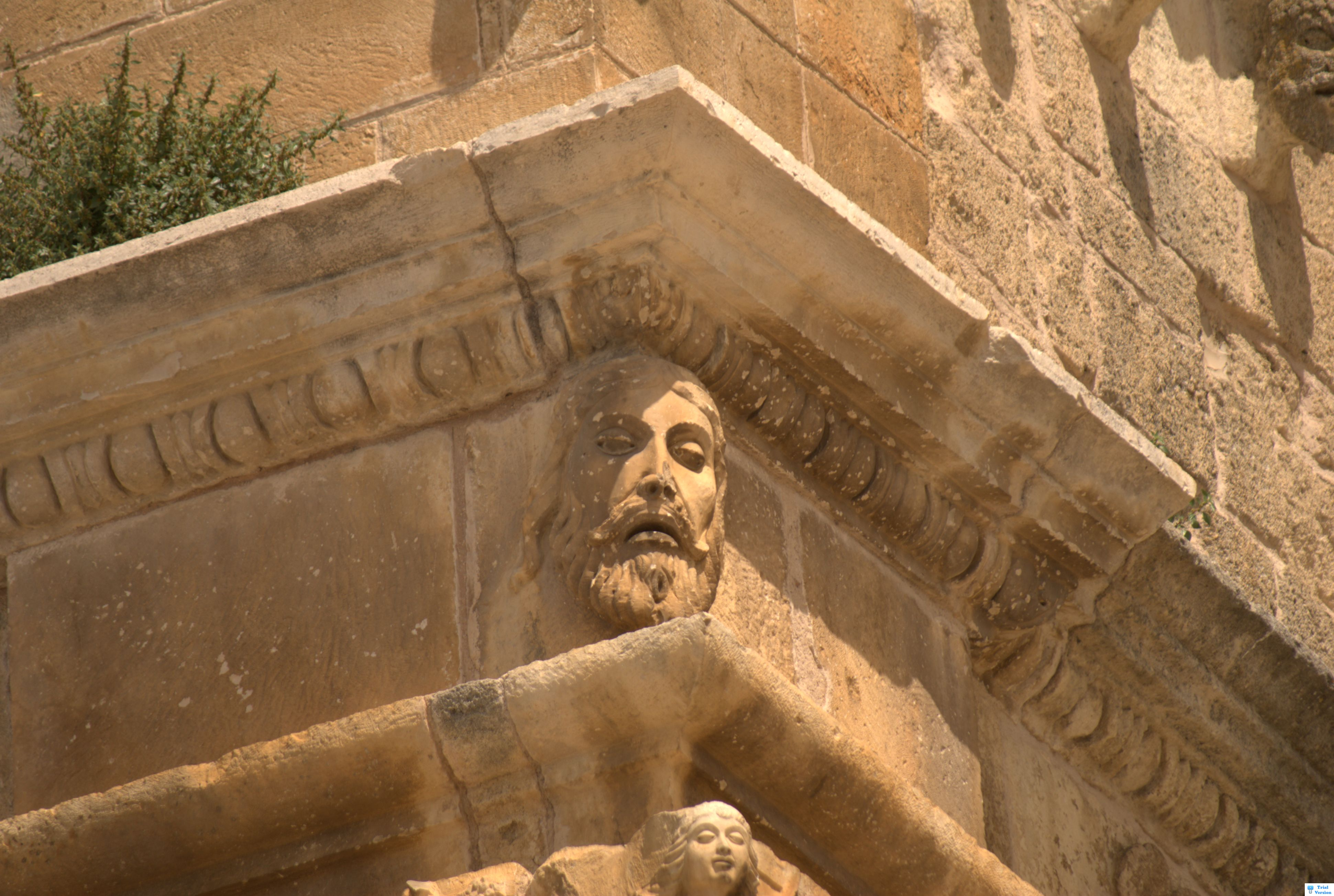
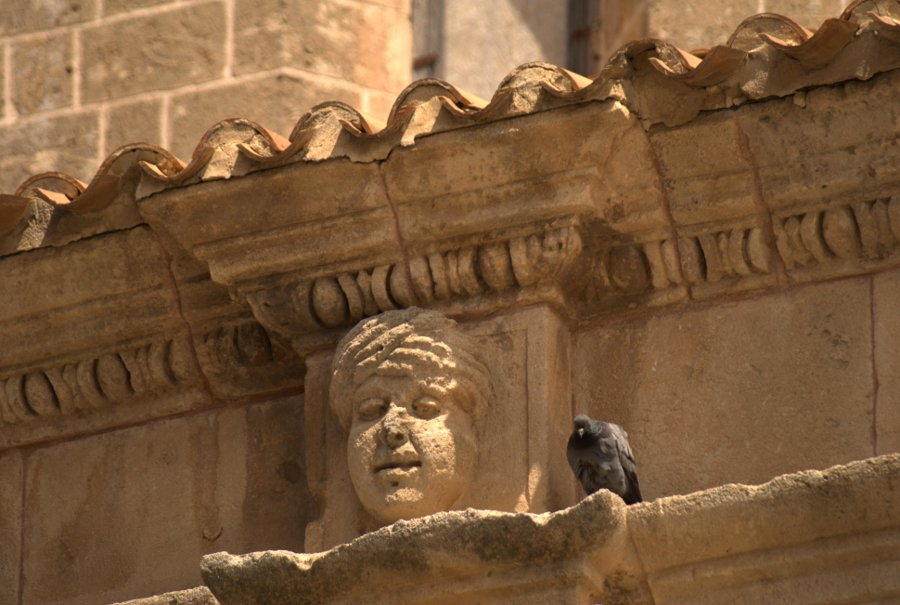

### Campane

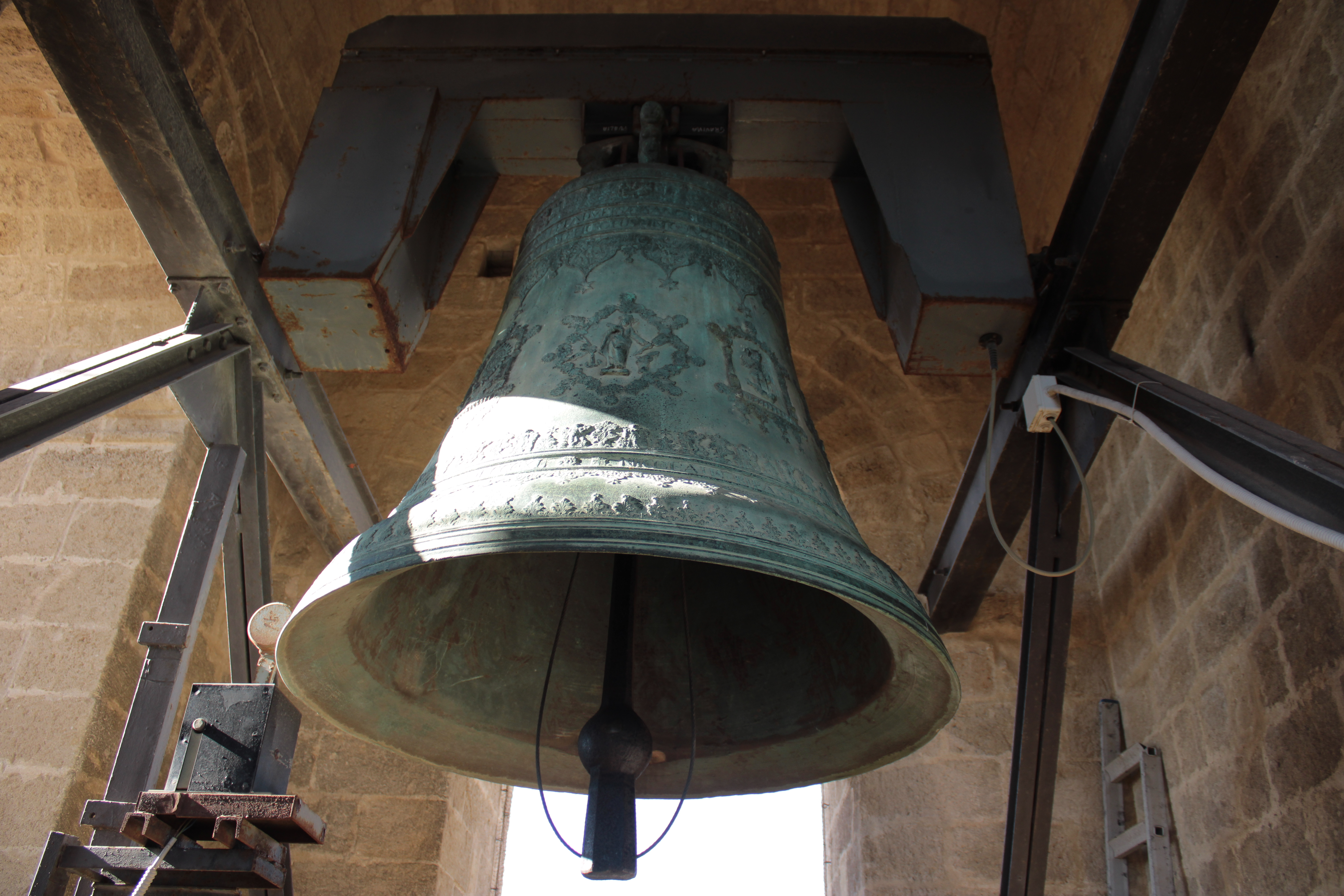
Campana maggiore dedicata a Santa Maria Assunta.

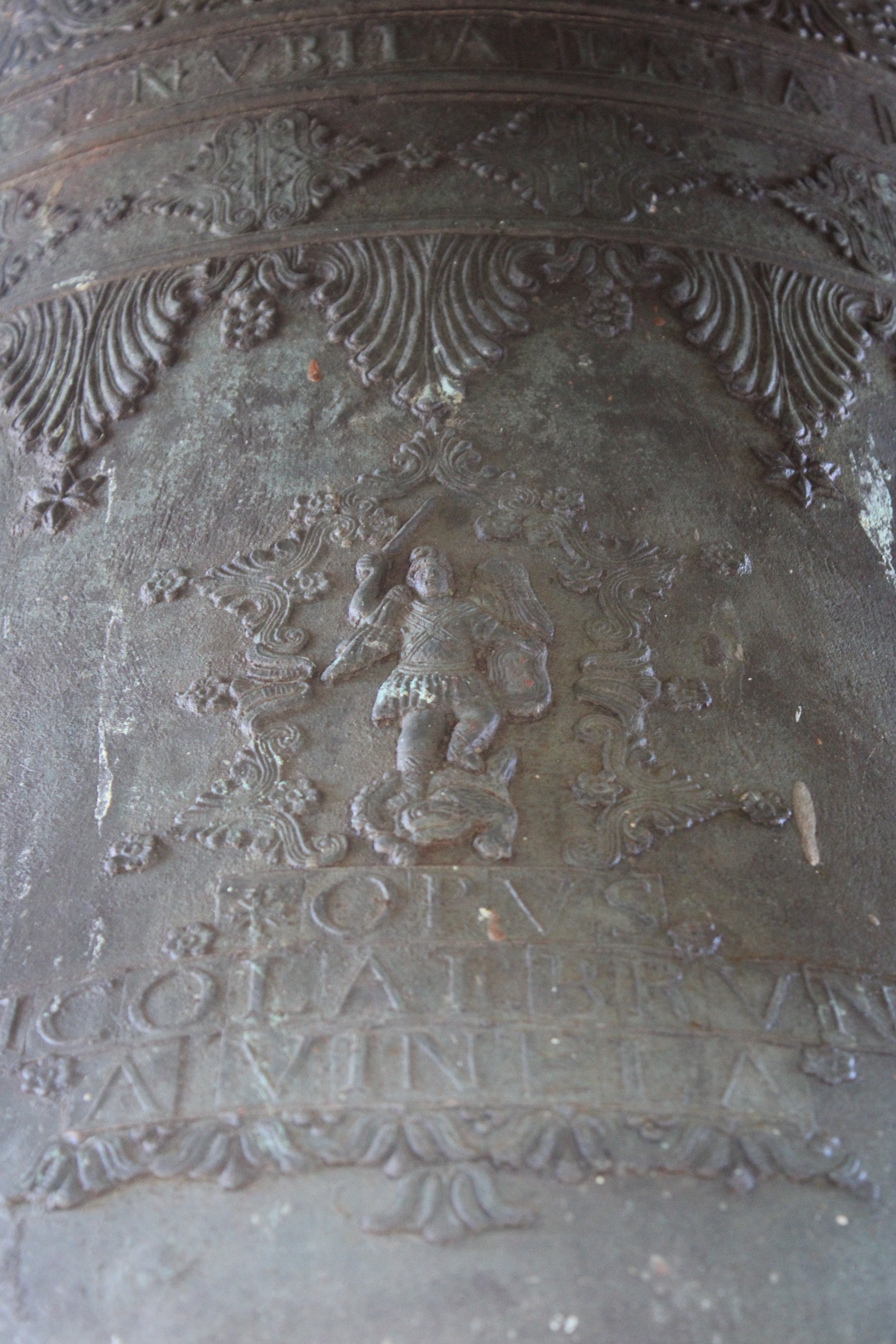
Dettaglio della campana seconda dedicata a San Michele Arcangelo. Si possono notare le numerose decorazioni, un rilievo di San Michele Arcangelo e, al di sotto, la firma del fonditore Nicola Bruno da Vignola.

Nel campanile della basilica sono presenti quattro campane utilizzate per le funzioni liturgiche e un sonello inutilizzato.
| Nr. | Anno di Fusione | Fonditore                           | Nota  | Sistema di suono                 | Posizione                         |
| --- | --------------- | ----------------------------------- | ----- | -------------------------------- | --------------------------------- |
| 1   | 1840            | Nicola Ripandelli                   | DO 3  | Battaglio cadente                | Secondo piano (interno)           |
| 2   | 1786            | Nicola Bruno                        | MI 3  | Battaglio cadente                | Terzo piano (interno)             |
| 3   | 1821            | Francesco Intini e Ferdinando Olita | RE♭ 4 | Battaglio cadente                | Terzo piano (finestra lato sud)   |
| 4   | 1955            | Nicola Giustozzi                    | MI♭ 4 | Battaglio cadente                | Terzo piano (finestra lato est)   |
| 5   | 1772            | ignoto                              | LA♭ 5 | Battaglio volante (inutilizzata) | Secondo piano (finestra lato est) |